# Вернер фон Залм-Райфершайт
Вернер фон Залм-Райфершайт (на немски: Werner von Salm-Reifferscheidt; * 17 август 1545, замък Залм, Елзас; † 16 декември 1629, замък Райфершайт) е господар на Залм-Райфершайт, Дик, Алфтер, издигнат 1628 г. на алтграф на Залм-Райфершайт в Северен Рейн-Вестфалия.

## Живот
Той е третият син на граф Йохан IX фон Залм-Райфершайт (1513 – 1559) и съпругата му Елизабет фон Хенеберг-Шлойзинген (1517 – 1577), дъщеря на граф Вилхелм IV фон Хенеберг-Шлойзинген (1478 – 1559) и Анастасия фон Бранденбург (1478 – 1534), дъщеря на курфюрст Албрехт Ахилес (1414 – 1486) и принцеса Анна Саксонска (1437 – 1512). Праправнук е на Йохан VI фон Залм-Райфершайд (1418 – 1475), първият граф на Залм-Райфершайт.
Брат е на Вилхелм (1543 – 1587), каноник в Кьолн, Йохан (1549 – 1601), каноник в „Св. Гереон“ в Кьолн, Трир и Страсбург, и на Анна и незаконната сестра София (1548 – 1574), абатиса на „Св. Клара“ в Нойс.
Вернер фон Залм-Райфершайт помага на Ернст от Бавария (1554 – 1612), курфюрст и архиепископ на Кьолн, който го поставя през 1583 г. като архиепископски-електор на баварската крепост Кьолн. През 1628 г. е издигнат на алтграф на Залм-Райфершайт.

## Фамилия
Вернер се жени на 21 август 1567 г. в Терборг, Гелдерланд, Нидерландия, за графиня Анна Мария фон Лимбург (* ок. 1543; † 2 октомври 1637, Райфершайт), дъщеря на граф Георг фон Лимбург-Щирум († 1552) и графиня Ирмгард фон Виш († 1583). Те имат децата:
- Йохан Кристоф (21 септември 1573 – 26 август 1600, убит в битка), каноник в Св. Гереон в Кьолн
- Херман Адолф (5 март 1575 – 13 януари 1637), генерал-администратор на епископство Страсбург
- Вилхелм Салентин (12 януари 1580 – 6 септември 1634, убит в битка), каноник в Св. Гереон в Кьолн
- Елизабет (5 октомври 1571 – ок. 1616), омъжена ок. 1600 г. за граф Филип Франц фон Даун-Фалкенщайн († 1616)
- Ернст Фридрих (29 май 1583 – 13 септември 1639), граф и алтграф на Залм-Райфершайт, женен на 12 юни 1616 г. за графиня Мария Урсула фон Лайнинген-Дагсбург-Фалкенбург (1590 – 1649)
- Ирмгард (18 октомври 1568 – 22 юни 1578), канонеса в Торн

Вернер има и незаконни дъщери:
- Мария София (* 7 април 1577), канонеса в Елтен
- Максимилиана (23 юли 1578 – 1625), канонеса в Елтен